# Lawsonia inermis
Lawsonia inermis L. es una planta de la familia Lythraceae. Su nombre común es alheña o arjeña (del ár. hisp. alḥínna, y este del árabe الحناء al-ḥinnā´). En inglés se llama henna, término que no estaba reconocido en español por la Real Academia, aunque se usaba como barbarismo. También se decía jena. Ambos términos están reconocidos hoy por la Real Academia.

## Descripción
Se trata de un arbusto de unos dos metros de altura, ramoso, con hojas casi persistentes, opuestas, aovadas, lisas y lustrosas; flores pequeñas, blancas y olorosas, en racimos terminales, y por frutos bayas negras, redondas y del tamaño de un guisante. Sus hojas, recogidas en primavera, secadas después al aire libre y reducidas a polvo sirven para teñir. Este polvo también recibe el nombre de alheña.

## Sinonimia
- Alcanna spinosa Gaertn.
- Lawsonia alba Lam.
- Lawsonia speciosa L.
- Rotantha combretoides Baker[3]

## Nombres comunes
- alcana verdadera de Oriente, alheña oriental, cinamomo de Manila, henné de Cuba.[4]